# Нейтронна активація
Нейтронна активація — це процес, у якому нейтронне випромінювання індукує радіоактивність у матеріалах. Він відбувається, коли атомні ядра захоплюють вільні нейтрони, стають важчими та переходять у збуджений стан. Збуджене ядро негайно розпадається, випромінюючи гамма-промені або частки, такі як бета-частинки, альфа-частинки, продукти поділу та нейтрони (при поділі ядер). Таким чином, процес захоплення нейтронів, навіть після будь-якого проміжного розпаду, часто призводить до утворення нестабільного продукту активації. Періоди напіврозпаду таких радіоактивних ядер можуть коливатися від малих часток секунди до багатьох років.
Нейтронна активація є єдиним поширеним способом, за допомогою якого стабільний матеріал може стати внутрішньо радіоактивним. Усі природні матеріали, включаючи повітря, воду та ґрунт, можуть бути активовані захопленням нейтронів у різному ступені в результаті утворення багатих нейтронами радіоізотопів.  Деяким атомам для того, щоб стати нестабільними, потрібно більше ніж один нейтрон, що ускладнює їх активацію, оскільки ймовірність подвійного чи потрійного захоплення ядром нижча, ніж у одноразового захоплення. Вода, наприклад, складається з водню та кисню. Водень вимагає подвійного захоплення, щоб досягти нестабільності, як тритій (водень-3), тоді як природний кисень (кисень-16) потребує трьох захоплень, щоб стати нестабільним киснем-19. Таким чином, воду відносно важко активувати, порівняно з хлоридом натрію (NaCl), у якому атоми натрію та хлору стають нестабільними при одноразовому захопленні нейтрона кожним. Ці факти можна було побачити на власні очі під час серії атомних випробувань операції «Кроссроудс» в 1946 році.

## Приклади
Прикладом такого роду ядерної реакції є виробництво кобальту-60 в ядерному реакторі: кобальт-60 потім розпадається за рахунок випромінювання бета-частинок і гамма-променів на нікель-60. Ця реакція має період напіврозпаду приблизно 5,27 років, і завдяки наявності кобальту-59 (100 % його природного вмісту), цей ізотоп кобальту, який бомбардується нейтронами, є цінним джерелом ядерного випромінювання (а саме гамма-випромінювання) для променевої терапії.
59Co + 
1
0n → 60Co
В інших випадках, залежно від кінетичної енергії нейтрона, захоплення нейтрона може спричинити поділ ядра — розщеплення атомного ядра на два менших ядра. Якщо поділ вимагає введення енергії, то вона походить від кінетичної енергії нейтрона. Приклад такого роду поділу в легкому елементі може статися, коли стабільний ізотоп літію, літій-7, бомбардується швидкими нейтронами та зазнає наступної ядерної реакції:
7Li + 
1
0n → 4He + 3H + 
1
0n + гамма-промені + кінетична енергія
Іншими словами, захоплення нейтрона літієм-7 призводить до його розщеплення на енергійне ядро гелію (альфа-частинку), ядро водню-3 (тритію) і вільний нейтрон. Аварія в Касл-Браво, під час випробування термоядерної бомби на атолі Бікіні в 1954 році вибухнула з потужністю, що в 2,5 рази перевищує очікувану, була спричинена несподівано високою ймовірністю цієї реакції.
Площа навколо водно-водяних реакторів та киплячих ядерних реакторів під час нормальної роботи є значною мірою радіоактивною завдяки активації швидкими нейтронами кисню охолоджуючої води через (n, p)-реакцію. Активоване ядро кисню-16 випромінює протон (ядро водню) і перетворюється на азот-16, який має надзвичайно швидко (період напіврозпаду 7,13 с) розпадається на кисень-16 і бета-частинку з енергією 6,13 МеВ.
16O + 
1
0n → 
1
1p + 16N
16N → 
γ + e + 16O
Ця активація охолоджуючої води вимагає додаткового біологічного захисту навколо ядерного реактора. Найбільше занепокоєння викликає гамма-випромінювання високої енергії у другій реакції. Ось чому вода, яка нещодавно була всередині активної зони ядерного реактора, повинна бути захищена, доки це випромінювання не зменшиться. Як правило, достатньо однієї-двох хвилин.
У приміщеннях, де встановлено циклотрон, залізобетонний фундамент може стати радіоактивним через нейтронну активацію. Шість важливих довгоживучих радіоактивних ізотопів (54Mn, 55Fe, 60Co, 65Zn, 133Ba і 152Eu) можна знайти в бетоні, на які впливають нейтрони. Залишкова радіоактивність здебільшого зумовлена наявністю мікроелементів, і, отже, кількість радіоактивності, отриманої від циклотронної активації, є мізерною, тобто пКю/г або Бк/г. Ліміт викидів для об'єктів із залишковою радіоактивністю становить 25 мбр/рік. Приклад утворення 55Fe в результаті активації залізної арматури показано нижче:
54Fe + 
1
0n → 55Fe

## Виникнення
Нейтронна активація є єдиним поширеним способом, за допомогою якого стабільний матеріал може стати внутрішньо радіоактивним. Нейтрони є вільними в достатній кількості лише за мікросекунди вибуху ядерної зброї, в активному ядерному реакторі або в джерелі сколювання.
В атомній зброї нейтрони генеруються лише від 1 до 50 мікросекунд, але у величезній кількості. Більшість поглинається металевим кожухом бомби, на який тільки починає впливати вибух у ньому. Нейтронна активація металу, який незабаром випарується, відповідає за значну частину ядерних опадів під час ядерних вибухів високо в атмосфері. В інших типах активації нейтрони можуть опромінювати ґрунт, який розсіяний у грибоподібній хмарі, на поверхні або поблизу поверхні Землі, що призводить до випадання активованих хімічних елементів ґрунту.

## Вплив на матеріали з часом
У будь-якому місці з високими нейтронними потоками, наприклад, в активних зонах ядерних реакторів, нейтронна активація сприяє ерозії матеріалу; періодично самі облицювальні матеріали повинні бути утилізовані, як низькорадіоактивні відходи. Деякі матеріали більш схильні до нейтронної активації, ніж інші, тому відповідним чином вибраний матеріал із низькою активацією може значно зменшити цю проблему (див. Міжнародна установка опромінення термоядерних матеріалів). Наприклад, хром-51 утворюється шляхом нейтронної активації в хромистій сталі (яка містить 50Cr), яка піддається типовому нейтронному потоку реактора.
Вуглець-14, який найчастіше, але не виключно, утворюється нейтронною активацією атмосферного азоту-14 тепловим нейтроном (разом із домінуючим природним шляхом утворення від взаємодії космічних променів із повітрям та історичним утворенням у результаті атмосферних ядерних випробувань) також утворюється у порівняно невеликих кількостях у багатьох конструкціях ядерних реакторів, які містять домішки газоподібного азоту в оболонці палива, охолоджувальній воді та нейтронною активацією кисню, що міститься у самій воді. Реактори-розмножувачі на швидких нейтронах (FBR) виробляють приблизно на порядок менше C-14, ніж найпоширеніший тип реактора, реактор з водою під тиском, оскільки FBR не використовує воду як теплоносій першого контуру.

## Використання

### Радіаційна безпека
Для лікарів і офіцерів радіаційної безпеки активація натрію в організмі людини до натрію-24 і фосфору до фосфору-32 може дати хорошу негайну оцінку гострого випадкового опромінення нейтронами.

#### Детектування нейтронів
Одним із способів продемонструвати, що ядерний синтез відбувся всередині термоядерного пристрою, є використання лічильника Гейгера для вимірювання радіоактивності гамма-випромінювання, яке виробляється з листа алюмінієвої фольги.
У підході до термоядерного синтезу ICF продуктивність синтезу в експерименті (прямо пропорційна утворенню нейтронів) зазвичай визначається шляхом вимірювання гамма-випромінювання алюмінієвих або мідних нейтронних активаційних мішеней. Алюміній може захоплювати нейтрон і генерувати радіоактивний натрій-24, який має період напіврозпаду 15 годин і енергію бета-розпаду 5,514 МеВ.
Активація ряду тестових мішеней, таких як сірка, мідь, тантал і золото, використовувалася для визначення продуктивності як зброї чистого поділу так і термоядерної зброї.

#### Аналіз матеріалів
Нейтронно-активаційний аналіз є одним із найбільш чутливих і точних методів аналізу мікроелементів. Він не потребує підготовки зразків чи розчинення, тому його можна застосовувати до об'єктів, які потрібно зберегти недоторканими, наприклад цінного витвору мистецтва. Хоча активація викликає радіоактивність в об'єкті, її рівень, як правило, низький, а час її життя може бути коротким, тому її наслідки незабаром зникають. У цьому сенсі нейтронна активація є неруйнівним методом аналізу.
Нейтронно-активаційний аналіз можна проводити на місці. Наприклад, алюміній (27Al) можна активувати шляхом захоплення нейтронів відносно низької енергії для отримання ізотопу Al-28, який розпадається з періодом напіврозпаду 2,3 хвилини з енергією розпаду 4,642 МеВ. Цей активований ізотоп використовується при бурінні нафтових свердловин для визначення вмісту глини (глина, як правило, є алюмосилікатом) підземної ділянки, що розвідується.
Історики можуть використовувати випадкову активацію нейтронів, щоб підтвердити автентичність атомних артефактів і матеріалів, які піддалися потокам нейтронів від інцидентів поділу. Прикладом є один із досить унікальних ізотопів, знайдених у тринітиті, і, отже, відсутність якого, ймовірно, свідчить про фальшивий зразок мінералу, є продуктом нейтронної активації барію. Барій у пристрої Трініті походить від повільної вибухової лінзи з баратолу.

### Виробництво напівпровідників
Нейтронне опромінення може бути використане для пластин кремнію з плаваючою зоною щоб ініціювати часткову трансмутацію атомів Si у фосфор (P) і, таким чином, легувати його в кремній n-типу :366
{\displaystyle {\ce {Si14^{30}}}+neutron\xrightarrow {} {\ce {Si14^{31}}}+\gamma -ray\xrightarrow {2.62hr} {\ce {P31^{15}}}+\beta -ray}

## Подальше читання
- US Army (1952). Operation Ivy Final Report Joint Task Force 132 (PDF). Архів (PDF) оригіналу за 11 березня 2014.